# Телекоммуникации в Таиланде
Телекоммуникации в Таиланде начали свою историю в 1875 году с развертывания первой телеграфной службы. Исторически сложилось так, что развитие телекоммуникационных сетей в Таиланде находилось в руках государственного сектора. Были созданы правительственные организации для предоставления услуг телеграфа, телефонии, радиовещания и телевидения. Частные телекоммуникационные операторы сначала заключали концессионное соглашение с государственными предприятиями. Частный инвестор должен был построить все необходимые объекты и передать их государственным предприятиям, прежде чем они смогут работать и предоставлять услуги для общественности.
Процесс либерализации состоялся в 1990-х и 2000-х годах. Государственные предприятия - Телефонная компания Таиланда, Управление связи Таиланда и Организация массовых коммуникаций Таиланда - были акционированы в 2003 и 2004 годах. Конституция, принятая в 1997 году, привела к институциональным изменениям, которые подразумевают, чтобы весь этот сектор был «национальным коммуникационным ресурсом для общественного благополучия». Конституция 1997 года требовала также создания независимого регулирующего органа, который будет уполномочен распределять сектор, контролировать и регулировать связь в Таиланде. В 1998 году, чтобы выполнить требования Конституции, тогдашний парламент принял основополагающий закон, создав два независимых регулирующих органа: а) Национальная комиссия телекоммуникаций (НКТ) и б) Национальная комиссия по телерадиовещанию (НКТ). Эти изменения начали вступать в силу в 2005 году с одобрения Короля. С началом работы НТК автоматически прекратило деятельность и вобрало все полномочия Отделения почты и телеграфа и в секторе электросвязи. При этом полномочия НКТ никогда полноценно не реализовывались из-за постоянного спора о полномочиях с НТК и политизации медиа-сектора.
В сентябре 2006 года военные взяли на себя контроль гражданского правительства и решили объединить органы, регулирующие телекоммуникации и радиовещание в один, но эта процедура не была завершена до тех пор, пока к власти не пришло гражданское правительство и пока не был создан соответствующий законопроект. Этот новый закон назывался «Закон о распределении полномочий, регулировании и контроле за радио- и телевещанием и телекоммуникациями 2010 года». Этот закон "распустил" НТК и объединил органы надзора как за телекоммуникации, так и за телерадиовещанием в Таиланде. Новый закон также требовал, чтобы Национальная комиссия по телерадиовещанию и телекоммуникациям, которая была создана в 2010 году в качестве независимого управляющего органа, распределяла все лицензии на коммерческий сектор через аукционы. В 2012 году, чтобы лицензировать сектор и услуги 3G Национальная комиссия огласила аукцион по этому сектору. В результате аукциона лицензию на 2,1 ГГц получили 3 оператора (AIS, True и DTAC). В 2013 году Комиссия телерадиовещания выставила на аукцион 42 новых лицензии DTTV. Оба аукциона в совокупности заработали тогда самую высокую сумму, которую получало государство через аукцион. Позже эту сумму превысили доходы от еще одного аукциона лицензий DTTV, прошедшего в декабре 2013 года. Действующий в то же время Закон о Национальной комиссии по телерадиовещанию и телекоммуникациям позволял этой комиссии продолжить продажу через аукцион лицензий на DTTV. Но когда военные захватили власть в стране, были внесены поправки в Закон о Национальной комиссии по телерадиовещанию и телекоммуникациям, чтобы вернуть право распределения в собственность государства.
22 мая 2014 года произошел государственный переворот. Пришедшее к власти военное правительство, возглавляемое генералом Праютом Чан-Оча, объявило, что, когда он станет премьер-министром, его правительство переведет Таиланд в «цифровую экономику» и превратит Министерство информации и телекоммуникаций в Министерство цифровой экономики. Реорганизация Национальной комиссии по телерадиовещанию и телекоммуникациям была частью этого плана. В июне 2014 года военное правительство выпустило два новых закона, требующих, чтобы: 1) все доходы от аукциона лицензий должны быть возвращены в государственную собственность и 2) все радиостанции должны соответствовать новому закону, который требует проверку содержания программ до трансляции их общественности (цензуру). Временные лицензии были выданы в сентябре 2014 года для радиостанций, которые согласились подписать добровольный Меморандум о взаимопонимании. Это было временным условием для возможности вещания в ожидании тщательной проверки Комитетом телерадиовещания и получения лицензии "де-юре". При этом какие-то временные рамки для прохождения аттестации не были установлены.
На рынке мобильной сети доминируют три крупных оператора. Все основные мобильные операторы используют технологии семейства GSM/3GPP, включая GSM, EDGE, UMTS и LTE. В Таиланде есть шесть аналоговых телевизионных каналов и 24 коммерческих цифровых канала начали вещание в 2014 году.
В соответствии с Законом о конкуренции в торговле 2017 года, орган по вопросам конкуренции в сфере торговли отказался от регулирования конкретных сфер, в том числе вещательных и телекоммуникационных компаний. Другими словами, после вступления в силу Закона о конкуренции в торговле 2017 года, сектора вещания и телекоммуникаций, которые раньше регулировались конкретным законодательством о конкуренции в торговле, были освобождены от соблюдения общих законов о конкуренции и регулируются только отраслевыми правилами конкуренции.

## Телефонная связь

### Стационарная связь
В Таиланде есть три оператора стационарной телефонной связи: TOT Public Company Limited, True Corporation и TT & T. По состоянию на четвертый квартал 2014 года они обслуживают 5 687 038 абонентов. С 2008 года этот показатель снижается.
Первая телефонная сеть была установлена в Таиланде (Сиам) при Министерстве обороны в 1881 году, а затем надзор за ней был передан Отделу почты и телеграфа. Телефонная организация Таиланда (TOT) была создана в 1954 году для управления телефонной сетью.
Развитие телефонной сети оставалось низким в течение большей части двадцатого века. В 1992 году отношение телефонных линий к населению составляло 3,3 номера на 100 человек нас. В 1991 году двум частным корпорациям были предоставлены права на строительство и эксплуатацию телефонных линий; Telecom-Asia (позднее переименованная в True Corporation) обслуживала Бангкокскую столичную зону, а TT&T - провинции.

### Мобильная связь
По состоянию на четвертый квартал 2014 года в Таиланде насчитывалось 97,6 млн. мобильных абонентов, что составляет 146%. Тайский рынок преимущественно предоплаченный с 84,8 миллионами абонентов с предоплатой. Более 99% доли рынка принадлежат трем крупным операторам (включая их дочерние компании): Advanced Info Service (AIS) с долей рынка 46,52%, DTAC с долей рынка 28,50% и Truemove с долей рынка 24,26%. Другие операторы включают государственные предприятия TOT Public Company Limited (TOT) с долей 0,57% рынка, а CAT Telecom с долей 0,15% рынка и операторами мобильной виртуальной сети (MVNO).
В 1980-х и 1990-х годах частные мобильные операторы начали заключать соглашения с TOT и CAT. TOT и CAT были приватизированы в 2002-2003 годах. Конституция 2007 года и "Закон об организации назначения радиочастот и регулирование служб вещания и телекоммуникаций" включают положения о создании национального независимого регулирующего органа и распределения частот для коммерческой деятельности посредством аукциона. Первый успешный аукцион, организованный Национальной комиссией по телерадиовещанию и телекоммуникации был организован в 2012 году, выделив полосы частот IMT (2100) 45 МГц для трех операторов мобильной связи.
Законодательство, регулирующее сектор мобильной связи, включает в себя Закон об организации назначения радиочастот и регулирования услуг вещания и телекоммуникаций 2010 года (Закон о NBTC) и Закон о телекоммуникационном бизнесе 2001 года. Кроме того, любой оператор, желающий выпустить телефонные номера, должен получить отдельную лицензию от NBTC в соответствии с Планом нумерации телекоммуникаций, выданным NBTC.
В 2015 году Национальная комиссия по телерадиовещанию и телекоммуникации организовал два тура аукционов лицензий на частоты 1800 МГц и 900 МГц. В ноябре Advance info Service (AIS) и True Corporation выиграли лицензию на 1800 МГц на аукционе, который длился почти 33 часа. В декабре True Corporation и Jasmine International выиграли аукцион на 900 МГц. Важное последствие этого аукциона - это появление Jasmine International в телекоммуникационном бизнесе, в котором многие годы не было нового игрока.
В 2017 году количество абонентов мобильной связи достигло 121,53 млн.,, а в 2018-м уже составляет млн. 125,6 млн. Для покупки СИМ-карты в Таиланде необязательно предъявлять удостоверение личности и регистрировать номер.
| Номер                               | Оператор                        | Технологии                                                                                         | Количество абонентов | Владельцы                                                                                      |
| ----------------------------------- | ------------------------------- | -------------------------------------------------------------------------------------------------- | --- | ---------------------------------------------------------------------------------------------- |
| 1                                   | AIS                             | GSM-900 (GPRS, EDGE), 900/2100 MHz UMTS, HSPA, HSPA+, DC-HSPA+ 900/1800/2100 MHz LTE-A, LTE-U/LAA, | 38,5 млн. (3-й квартал 2015) 39,873,400 (3-й квартал 2016)                                                                            | INTOUCH Company (40.45%) Singapore Telecommunications (23.32%)                                 |
| 2                                   | DTAC                            | GSM-1800 MHz(GPRS, EDGE) 850/2100 MHz UMTS HSPA, HSPA+, DC-HSPA+ 1800/2100 MHz LTE                 | 25.3 млн. (3-й квартал 2015) 24,820,462 (3-й квартал 2016)                                                                            | Telenor (42.62%) Thai Telco Holdings (22.43%) Telephone Organization of Thailand (TOT) (5.58%) |
| 3                                   | TrueMove H                      | PHS GSM-900/1800 MHz (GPRS, EDGE) 850/2100 MHz UMTS HSPA, HSPA+, DC-HSPA+ 900/1800/2100 MHz LTE-A  | 24 млн. (3-й квартал 2015) 22,607,000 (3-й квартал 2016)                                                                              | en:True Corporation China Mobile (18%)                                                         |
| 4                                   | MY (CAT Telecom)                | 850 MHz UMTS HSPA, HSPA+, DC-HSPA+                                                                 | 0,6 млн. | CAT Telecom                                                                                    |
| 5                                   | TOT                             | 2100 MHz UMTS HSPA, HSPA+, DC-HSPA+                                                                | 215,782 (3-й квартал 2015) Без учета MVNO (виртуальных операторов) 106,875 (3-й квартал 2016) Без учета MVNO (виртуальных операторов) | Telephone Organization of Thailand (TOT)                                                       |
| Виртуальные операторы сотовой связи |                                 | | |                                                                                                |
| 1                                   | IEC3G Buzzme (Опорная сеть TOT) | 2100 MHz UMTS HSPA, HSPA+, DC-HSPA+                                                                | Нет данных | Mobile 8 Telco (Таиланд) (100%)                                                                |
| 2                                   | TuneTalk (через TrueMove H)     | 2100 MHz UMTS HSPA, HSPA+, DC-HSPA+                                                                | Нет данных | Loxley Public Company Limited (50%) Tune Group Sdn Bhd (10%) Thai AirAsia (40%)                |
| 3                                   | MY)                             | 850 MHz UMTS HSPA, HSPA+, DC-HSPA+                                                                 | Нет данных | Samart Corporation Public Company (100%)                                                       |
| 4                                   | Mojo3G (Опорная сеть TOT)       | 2100 MHz UMTS HSPA, HSPA+, DC-HSPA+                                                                | Закрыт с января 2017 | MConzult Asia (100%)                                                                           |
| 5                                   | 168 (Опорная сеть MY)           | 850 MHz UMTS HSPA, HSPA+, DC-HSPA+                                                                 | Нет данных | 168 Communication (100%)                                                                       |
| 6                                   | PENGUIN (Опорная сеть MY]       | 850 MHz UMTS HSPA, HSPA+, DC-HSPA+                                                                 | Нет данных | The Whitespace Company (100%)                                                                  |
| 7                                   | MyWorld3G (Опорная сеть MY)     | 850 MHz UMTS HSPA, HSPA+, DC-HSPA+                                                                 | Нет данных | Data CDMA (100%)                                                                               |
| 8                                   | i-Kool (Опорная сеть TOT)       | 2100 MHz UMTS HSPA, HSPA+, DC-HSPA+                                                                | Нет данных | Loxley Public Company Limited (100%)                                                           |
| 9                                   | OPEN SIM (Опорная сеть MY)      | 850 MHz UMTS HSPA, HSPA+, DC-HSPA+                                                                 | Нет данных | Samart Corporation Public Company (100%)                                                       |

## Телефонные номера
Номера телефонов фиксированной телефонной линии имеют девять цифр, а номера мобильных телефонов - десять цифр, включая префикс соединительной линии «0».

## Телевидение
В Таиланде есть шесть бесплатных аналоговых телеканала:
- 3 канал, управляемый BEC World под концессией MCOT
- 5 канал, управляемый королевской тайской армией
- 7 Канал, управляемый BBTV, под концессией армии
- 9 Канал MCOT HD, управляемый государственным предприятием MCOT
- NBT, правительственный канал Таиланда (через Министерство по связям с общественностью и Бюро премьер-министра Таиланда)
- Тайский PBS, официальный государственный канал

Переход на цифровое телевидение начался в 2014 году. Национальная комиссия по радиовещанию и телекоммуникациям организовала аукцион лицензий на коммерческое телевидение в декабре 2013 года. Были выделены четыре группы коммерческих телевизионных услуг: семь лицензий на телевидение высокой четкости, семь лицензий на телевидение стандартной четкости, семь лицензий на новостные станции и четыре лицензии для семейного телевидения. Кроме того, были выделены частоты для 12 национальных государственных каналов и 12 региональных каналов. Коммерческие организации, получившие лицензии, начали экспериментальные трансляции 1 апреля 2014 года.

## Подводные коммуникационные кабели
Сейчас передачи данных и для связи Таиланда используется семь крупных подводных коммуникационных кабелей. В Таиланде есть "выходы" кабелей в Сатуне, Петчабури и Чонбури.
- SEA-ME-WE-3, SEA-ME-WE-4, связывающие Юго-Восточную Азию с Ближним Востоком и Западной Европой. SEA-ME-WE 4 работает с 2006 года.
- Таиланд-Индонезия-Сингапур (TIS) действует с декабря 2003.
- APCN связывает Таиланд, Малайзию, Сингапур, Индонезию, Гонконг, Филиппины, Тайвань, Корею и Японию. Кабель работает с 1996 года.
- Таиланд-Вьетнам-Гонконг (T-V-H) работает с февраля 1996 года.
- Flag Europe-Asia (FEA) работает с середины 1990-х годов.
- Азиатско-Американский Шлюз (AAG) запустили в ноябре 2009.
- Азиатский Тихоокеанский Шлюз (APG) запустили в октябре 2016.

## Спутниковая связь
Тайком - название серии спутников связи, эксплуатируемых из Таиланда, а также название кампании Thaicom Public Company Limited, которая владеет и управляет спутниковым флотом Thaicom, обеспечивает клиентов спутниковой связью, интернетом, спутниковым телевизионным и радио вещанием в Таиланде и во всем Азиатско-Тихоокеанском регионе. Спутниковый проект был назван Thaicom королем Таиланда, его Величеством Королем Пумипон Адульядет, как символ связи между Таиландом и современными коммуникационными технологиями. В 1991 году Таиландская компания Shinawatra Computer and Communications Co. Ltd. (в настоящее время INTOUCH HOLDINGS PLC) подписала контракт стоимостью 100 миллионов долларов США с компанией Hughes Space and Communications Company Ltd. по созданию первого спутника связи в Таиланде. Спутник под названием Thaicom-1 был создан, запущен на геостационарную орбиту 18 декабря 1993 года. Спутник имеет 12 транспондеров, работающих в C-диапазоне, имеет контурную диаграмму направленности, покрывающую территорию от Японии до Сингапура. Корпорации Shin Corporation принадлежит 41 % Thaicom Public Company Limited.

## Законодательное урегулирование коммуникаций
Закон о телекоммуникационном бизнесе от 2001 года установил правовые рамки для телекоммуникационной отрасли Таиланда. От соответствующих операторов требуется иметь лицензию Национальной комиссии по телерадиовещанию и телекоммуникациям. Закон выделяет три типа лицензий в этой отрасли:
- Стандартная лицензия первого типа на связь для оператора без собственной сети.
- Стандартная лицензия второго типа на для оператора связи с собственной сетью или без нее, но предоставляющего услуги, ориентированные на широкий сегмент общества.
- Стандартная лицензия третьего типа для оператора связи с собственной сетью, предоставляющего услуги для широкой общественности.

Закон от 2001 года был изменен в 2006 году под руководством премьер-министра Таксина Чинаваты, чтобы позволить иностранцам владеть крупным холдингом в тайском телекоммуникационном бизнесе.
Согласно Закону от 2001 году иностранцам не разрешалось подавать заявки на получение лицензий 2-го или 3-го типа в соответствии с Законом о иностранном бизнесе Таиланда (FBA).
Заявителем, подающим заявку на получение лицензий типа 2-го и 3-го типа, должны были быть организации, в которых тайские граждане владеют не менее 75% акций и тайцами должны были быть не менее трех четвертей совета директоров фирмы-заявителя, а лицом, уполномоченным подписывать любые обязательства в качестве представителя фирмы-заявителя, должен был быть только гражданин Таиланда.
Поправки 2006 года отменили все дополнительные требования претендента на лицензии 2-го и 3-го типов, утвердив тот факт, что иностранцы теперь могут удерживать до 49% акций оператора связи 2-го или 3-го типа; не стало ограничений по количеству иностранных директоров; и человек, уполномоченный подписывать любые документа от лица компании-заявителя теперь может быть иностранцем.
По состоянию на июнь 2013 года было выдано 186 лицензий , которые по типу перечисленные ниже:
- 144 лицензии 1-го типа
- 7 лицензий 2-го типа (без собственной сети)
- 10 лицензий 2-го типа (с собственной сетью)
- 25 лицензий 3-го типа.

По состоянию на декабрь 2016 года Национальная комиссия по телерадиовещанию и телекоммуникациям выдала 43 лицензии для виртуальных операторов мобильной связи, однако только 9 были запущены.